# ساحل‌اوبه
ساحل‌اوبه (به لاتین: Sahiloba، تا ۲۰۰۸ میلادی ساراتوفسکویه Саратовское یا ساراتوفکا Саратовка) یک منطقهٔ مسکونی در جمهوری آذربایجان است که در شهرستان نفت‌چاله واقع شده‌است.